# Agence impériale
L'Agence impériale, Agence de la Maison impériale ou Kunaichō (宮内庁) est une agence gouvernementale japonaise chargée de la gestion administrative de la Maison impériale du Japon. Son nom japonais signifie « administration [des affaires] intérieures du palais ». Elle conserve tant le sceau impérial privé (御璽, gyoji) que le sceau d'État (国璽, kokuji), et organise la réception des ambassadeurs en visite officielle au palais. Elle est dirigée par un grand sénéchal (宮内庁 長官, Kunaichō Chōkan, littéralement « secrétaire de l'Agence impériale ») nommé et démis de ses fonctions par décision du Cabinet du Japon ; il est assisté par un vice-grand sénéchal. Elle est située à Tokyo sur le domaine du palais impérial.

## Histoire
Les premières traces d’une institution similaire se trouveraient dans le code de Taihō édicté en 701 sous l'empereur Monmu. Néanmoins, l'institution actuelle remonte au tout début de l'ère Meiji (1868 – 1912). En 1869, le nouveau pouvoir, issu de la révolution de Meiji, crée le ministère de la Maison impériale (宮内省, Kunaishō). Cet organe ministériel était indépendant du gouvernement de Meiji ; le ministre assistait l’empereur pour les affaires relevant de sa compétence, ceci sans en référer au Parlement. Il avait sous ses ordres 6 200 personnes à la veille de la Seconde Guerre mondiale. En 1947, le ministère fut transformé en Bureau (宮内府, Kunaifu) sous la supervision directe du Premier ministre, son personnel fut réduit à 1 500 personnes. Le 1er juin 1949, il devint, sous le nom de Kunaichō, une agence externe du Bureau du Premier ministre qui venait alors d'être créé. En 2001, l'Agence fut rattachée au bureau du Cabinet.

## Rôle et composition
L'Agence organise les activités officielles des membres de la famille impériale et leurs déplacements. Elle est responsable en matière de sécurité, santé, menus et besoins domestiques. Elle veille à ce que les règles concernant le maintien de la lignée soient respectées.
Elle administre les résidences et tombeaux impériaux, quelques autres propriétés d'État liées à la famille impériale, ainsi que l’accès au public des parties visitables. Parmi les propriétés gérées se trouve la ferme d'où proviennent le lait, la viande et les œufs servis au palais. Située à l'origine à Narita, elle s'est déplacée dans la préfecture de Tochigi lors de la construction de l'aéroport.
Elle organise les événements annuels tels que la lecture de poèmes par l’empereur devant un public choisi pendant la période du Nouvel An.
Elle préserve des éléments de la culture impériale traditionnelle : gagaku, kemari, horohiki (parade d’étendards), dakyu (sorte de polo), goryo ukai (pêche au cormoran).
Ses subdivisions sont : 
- le Secrétariat du Grand Sénéchal (長官 官房, Chōkan Kanbō?) : composante fonctionnelle et administrative, elle comprend :
  - la Division du Secrétariat avec le Bureau de la Recherche et de la Planification. Elle assure aussi la gestion du courrier, puisque l'agence dispose de son propre bureau de poste ;
  - la Division des Affaires générales avec le Bureau de la Presse et des Relations publiques ;
  - la Division des Affaires des Maisons des Princes impériaux réunissant les superviseurs des différentes maisons princières ;
  - la Division des Comptes dirigé par le Trésorier de la Maison impériale ;
  - la Division des Requêtes ;
  - l'Hôpital de la Maison impériale dans lequel tous les enfants de la famille régnante naissent en règle générale et où tous ses membres sont soignés, il est dirigé par le superviseur médical de la Maison impériale ;
- le Bureau des Chambellans (侍従職, Jijū-shoku?) : réunissant les collaborateurs et aides domestiques directes de l'empereur et de l'impératrice, ainsi que de leurs enfants mineurs ou de leurs filles avant leur mariage, ils sont chargés d'organiser leur vie quotidienne tout en étant responsables de la garde des deux sceaux du Japon. Sous la direction d'un Grand Chambellan (侍従長, Jijūchō?, littéralement « chef des chambellans », fonction créée en 1871), il comprend des titres et offices remontant pour la plupart au VIIIe siècle : 
  - supervisés par le grand chambellan et plus directement par un vice-grand chambellan : les Chambellans (侍従, Jijū?, littéralement « serviteurs de compagnie ») qui sont les collaborateurs, conseillers et domestiques de l'empereur, ils le secondent également dans la supervision de l'éducation de ses enfants (l'empereur Akihito, alors qu'il était encore prince héritier, fut le premier à décider de conserver ses enfants auprès de lui et à participer directement à leur éducation plutôt que de les confier totalement à des chambellans) ;
  - supervisées par la Première dame de compagnie (女官長, Jokanchō?, littéralement « chef des dames de compagnie ») : les Dames de compagnies (女官, Jokan?, littéralement « officier féminin »), collaboratrices, conseillères et domestiques de l'impératrice et de ses filles ;
  - supervisés par le Médecin personnel en chef (侍医長, Jiichō?), les Médecins personnels (侍医, Jii?, littéralement « médecin serviteur ») chargés du suivi médical du couple impérial ;
- le Bureau du Tōgū (東宮職, Tōgū-shoku?) : dirigé par le Grand Chambellan du Tōgū (東宮侍従長, Tōgū Jijūchō?), il reprend la même organisation et les mêmes fonctions que le Bureau des Chambellans pour le prince héritier, son épouse et leurs enfants mineurs ou leurs filles non encore mariées. On y retrouve donc les chambellans secondant l'héritier du trône et participant à l'éducation des enfants, les dames de compagnie de la princesse héritière et de ses filles, et leurs médecins particuliers ;
- le Bureau des Cérémonies (式部職, Shikibu-shoku?) : gère, sous la direction d'un Grand Maître des Cérémonies (式部官長, Shikibu Kanchō?), le protocole, l'organisation des rituels traditionnels et les réceptions officielles. Il est divisé en deux secteurs confiés chacun à un Vice-Grand Maître des Cérémonies :
  - un chargé des cérémonies à proprement parler (traditionnelles ou officielles), de la musique (avec un département de la Musique performant tant du gagaku, ou musique de cour traditionnelle, que de la musique classique occidentale) et des chasses au canard sauvage ;
  - le second chargé de l'organisation des visites officielles à l'étranger des membres de la famille impériale et l'accueil des hôtes impériaux. Les ambassadeurs en visite officielle peuvent d'ailleurs choisir d’être conduits en voiture depuis l’ambassade ou en carrosse depuis la gare de Tokyo, toute proche. La plupart optent, pour plus de commodités, pour la seconde solution.
- deux départements techniques dirigés par un Directeur général (長, chō?) chacun :
  - le Département des Archives et Mausolées (書陵部, Sho-Ryō-bu?) qui gère le patrimoine historique de la famille impériale avec trois divisions : « Division des Archives », « Division de la Compilation » et « Division des Tombes et Mausolées » (relayée par des bureaux régionaux dans les cinq sanctuaires impériaux de Tama à Hachiōji près de Tokyo, Momoyama dans l'arrondissement de Fushimi, Tsukinowa dans celui de Higashiyama à Kyoto, Unebi à Kashihara près de Nara et Furuichi à Habikino près d'Osaka)
  - le Département de Maintenance et des Travaux (管理部, Kanri-bu?) qui s'assure de l'entretien et de la gestion des biens matériels tant mobiliers qu'immobiliers, fonciers ou techniques, avec quatre divisions : « Division de l'administration des travaux », « Division des jardins », « Division de la cuisine impériale » et « Division des véhicules et chevaux ». Y sont également rattachés le Surintendant du Palais impérial (宮殿 管理官, Kyūden Kanrikan?) et les bureaux chargés de l'entretien des villas impériales de Nasu (Nasu, district de Nasu, Tochigi), Suzaki (Shimoda, Shizuoka) ,Hayama (Hayama, district de Miura, Kanagawa) et la résidence du prince héritier : le Palais du Tōgū.
- des organes annexes : 
  - le Trésor du Shōsō-in (正倉院 宝物, Shōsō-in Takaramono?) du temple bouddhiste Tōdai-ji à Nara (de nombreuses pièces et parchemins surtout religieux datant parfois du VIIIe siècle),
  - la Ferme d'élevage impériale (御料 牧場, Goryō Bokujō?) d'Utsunomiya (Tochigi),
- le Bureau local de Kyoto (qui n'a pas perdu son statut de ville de résidence impériale) gère les propriétés héritées de l'ancienne Cour impériale de la ville : les palais du Kyōto-gosho (ancien palais impérial), Ōmiya et Sentō, et les villas impériales de Katsura et de Shugakuin, ainsi que les environs des sanctuaires impériaux de Momoyama, Tsukinowa, Unebi et Furuichi.

## Critiques
L'Agence, dont la gestion est jugée bureaucratique et opaque, est souvent accusée d'isoler la famille impériale (en tentant notamment d'empêcher que des informations sur leur état de santé ne soient diffusées auprès du grand public, ou en limitant au maximum les autorisations de fouilles archéologiques sur les importantes propriétés qu'elle a à gérer ou de recherches dans ses archives, s'attirant les reproches fréquents des historiens qui se retrouvent ainsi privés d'une mine importante de renseignements sur le passé de la civilisation japonaise) et de lui imposer un mode de vie rigide et dépassé qui poussent certains de ses membres à entrer en dépressions chroniques ou à avoir de graves problèmes de santé dus au stress. Ce fut le cas à plusieurs reprises notamment pour l'impératrice Michiko, du fait de la pression de l'étiquette, des médias et, selon Reuters, l'attitude de sa belle-mère et de certains officiels conservateurs de l'Agence impériale qui n'auraient jamais accepté l'accession d'une « roturière » à la fonction de souveraine consort. Elle a ainsi tout d'abord perdu la voix pendant sept mois dans les années 1960 puis de nouveau à l'automne 1993. Plus tard, l'impératrice a dû annuler plusieurs de ses obligations officielles au printemps 2007, souffrant alors d'ulcères buccaux, de saignements de nez et d'hémorragies intestinales, dus, selon ses médecins, au « stress psychologique ».
Mais c'est surtout l'attitude de l'Agence à l'égard de l'actuelle impératrice, Masako, et les pressions exercées sur elle pour qu'elle donne à la monarchie japonaise un héritier qui a entraîné le plus de protestations au sein des observateurs et du grand public. Cette dernière souffre d'une grave dépression nerveuse, qui l'a poussée à ne plus remplir de rôle officiel au côté de son époux et à être totalement absente de la scène publique pendant plus d'un an et demi entre décembre 2003 et juillet 2005. L'état de santé de la princesse pousse même son époux à s'en prendre directement à l'Agence impériale lorsque celle-ci, en mai 2004, refuse, en raison justement de sa fragilité, qu'elle l'accompagne dans un voyage officiel aux Pays-Bas : « La princesse Masako, après avoir abandonné son travail de diplomate pour entrer dans la maison impériale, a été grandement affectée d'apprendre qu'elle n'était pas autorisée à voyager à l'étranger pour un long moment […] Il y a eu des évènements qui ont été à l'encontre de la carrière et de la personnalité de la princesse Masako ». Cette déclaration vaudra d'ailleurs à Naruhito d'être critiqué par son père et son frère. Quoi qu'il en soit, de plus en plus de voix s'élèvent pour une réforme non seulement de la loi de succession pour permettre aux femmes d'arriver au pouvoir mais aussi du mode de fonctionnement de l'institution impériale[réf. souhaitée].

## Sources